# Kurt Wein
Kurt Wein (* 22. Februar 1883 in Eisleben; † 11. März 1968 in Nordhausen) war ein deutscher Pädagoge und Botaniker. Sein offizielles botanisches Autorenkürzel lautet „Wein“.

## Leben
Der Sohn eines Kaufmanns besuchte die Bürgerschule und das Lehrerseminar in Eisleben. In Rehmsdorf erhielt er danach eine Stelle als Lehrer. Danach folgten Blankenheim, Helbra und ab 1912 Nordhausen als Einsatzorte. In Nordhausen war er 34 Jahre lang bis 1946 tätig, danach musste er aus dem Schuldienst ausscheiden.
Wein publizierte ab 1925 über die Flora des mitteldeutschen Raums.
Vom Rosarium Sangerhausen und vom Direktor des Instituts für Kulturpflanzenforschung in Gatersleben erhielt Wein 1952 den Auftrag zur Neubestimmung der dortigen Wildrosen und zur Erforschung der Geschichte heimischer Kulturpflanzen.

## Mitgliedschaften
- 1930 Akademie gemeinnütziger Wissenschaften zu Erfurt
- 1934 Leopoldina
- 1959 Ehrenmitglied des Botanischen Vereins der Provinz Brandenburg
- 1962 Ehrenmitglied des Naturhistorischen Vereins der Rheinlande und Westfalens
- 1962 Linnean Society of London gewählt.

## Ehrungen
- 1961 Leibniz-Medaille
- 1963 Ehrendoktor der Martin-Luther-Universität Halle-Wittenberg
- In der Lutherstadt Eisleben wurde eine Straße nach ihm benannt.
- 1990 wurde in Nordhausen-Ost die Hans-Himmler-Straße in Kurt-Wein-Straße umbenannt.[1][2][3]